# Léchelle (Seine-et-Marne)
Léchelle település Franciaországban, Seine-et-Marne megyében. Lakosainak száma 577 fő (2022. január 1.). Léchelle Saint-Brice, Sourdun, Voulton, Beauchery-Saint-Martin és Chalautre-la-Grande községekkel határos.

## Népesség
A település népességének változása:
| Lakosok száma | 571  | 588  | 604  | 596  | 592  | 587  | 583  | 579  | 577  |
|               | 2013 | 2015 | 2016 | 2017 | 2018 | 2019 | 2020 | 2021 | 2022 |